# Liste der Staatsoberhäupter 1927
Übersicht
◄◄ | ◄ | 1923 | 1924 | 1925 | 1926 | Liste der Staatsoberhäupter 1927 | 1928 | 1929 | 1930 | 1931 | ► | ►►

Weitere Ereignisse

## Afrika
- Ägypten (1914–1936 britisches Protektorat)
  - Staatsoberhaupt: König Fu'ād I. (1917–1936) (bis 1922 Sultan)
  - Regierungschef:
    - Ministerpräsident Adli Yakan Pascha (1921–1922, 1926–26. April 1927, 1929–1930)
    - Ministerpräsident Abdel Khalek Sarwat Pascha (1922, 26. April 1927–1928)

  - Britischer Hochkommissar: George Lloyd, 1. Baron Lloyd (1925–1929)

- Äthiopien
  - Staats- und Regierungschef: Kaiserin Zauditu (1916–1930)
    - Regent: Ras Tafari Makonnen (1916–1930) (1930–1974 Kaiser)

- Liberia
  - Staats- und Regierungschef: Präsident Charles D. B. King (1920–1930)

- Südafrika
  - Staatsoberhaupt: König Georg V. (1910–1936)
    - Generalgouverneur: Alexander Cambridge, 1. Earl of Athlone (1924–1931)

  - Regierungschef: Ministerpräsident J.B.M. Hertzog (1924–1939)

## Amerika

### Nordamerika
- Kanada
  - Staatsoberhaupt: König Georg V. (1910–1936)
    - Generalgouverneur: Freeman Freeman-Thomas, 1. Viscount Willingdon (1926–1931) (1931–1936 Vizekönig von Indien)

  - Regierungschef: Premierminister William Lyon Mackenzie King (1921–1926, 1926–1930, 1935–1948)

- Mexiko
  - Staats- und Regierungschef: Präsident Plutarco Elías Calles (1924–1928)

- Neufundland
  - Staatsoberhaupt: König Georg V. (1910–1936)
    - Gouverneur: William Allardyce (1922–1928)

  - Regierungschef: Premierminister Walter Stanley Monroe (1924–1928)

- Vereinigte Staaten von Amerika
  - Staats- und Regierungschef: Präsident Calvin Coolidge (1923–1929)

### Mittelamerika
- Costa Rica
  - Staats- und Regierungschef: Präsident Ricardo Jiménez Oreamuno (1910–1914, 1924–1928, 1932–1936)

- Dominikanische Republik
  - Staats- und Regierungschef: Präsident Horacio Vásquez (1899, 1902–1903, 1924–1930)

- El Salvador
  - Staats- und Regierungschef:
    - Präsident Alfonso Quiñónez Molina (1914–1915, 1918–1919, 1923–1. März 1927)
    - Präsident Pío Romero Bosque (1. März 1927–1931)

- Guatemala
  - Staats- und Regierungschef: Präsident Lázaro Chacón González (1926–1931)

- Haiti (1915–1934 von den USA besetzt)
  - Staats- und Regierungschef: Präsident Louis Bornó (1922–1930)

- Honduras
  - Staats- und Regierungschef: Präsident Miguel Paz Barahona (1925–1929)

- Kuba
  - Staats- und Regierungschef: Präsident Gerardo Machado (1925–1933)

- Nicaragua
  - Staats- und Regierungschef: Präsident Adolfo Díaz (1911–1917, 1926–1929)

- Panama
  - Staats- und Regierungschef: Präsident Rodolfo Chiari (1924–1928)

### Südamerika
- Argentinien
  - Staats- und Regierungschef: Präsident Marcelo Torcuato de Alvear (1922–1928)

- Bolivien
  - Staats- und Regierungschef: Präsident Hernando Siles Reyes (1926–1930)

- Brasilien
  - Staats- und Regierungschef: Präsident Washington Luís Pereira de Sousa (1926–1930)

- Chile
  - Staats- und Regierungschef:
    - Präsident Emiliano Figueroa Larraín (1910, 1925–10. Mai 1927)
    - Präsident Carlos Ibáñez del Campo (10. Mai 1927–1931, 1952–1958)

- Ecuador
  - Staats- und Regierungschef: Präsident Isidro Ayora (1926–1931)

- Kolumbien
  - Staats- und Regierungschef: Präsident Miguel Abadía Méndez (1926–1930)

- Paraguay
  - Staats- und Regierungschef: Präsident Eligio Ayala (1923–1924, 1924–1928)

- Peru
  - Staatsoberhaupt: Präsident Augusto B. Leguía y Salcedo (1908–1912, 1919–1930)
  - Regierungschef: Ministerpräsident Pedro José Rada y Gamio (1926–1929)

- Uruguay
  - Staats- und Regierungschef:
    - Präsident José Serrato (1923–1. März 1927)
    - Präsident Juan Campisteguy (1. März 1927–1931)

- Venezuela
  - Staats- und Regierungschef: Präsident Juan Vicente Gómez (1909–1910, 1910–1914, 1922–1929, 1931–1935)

## Asien

### Ost-, Süd- und Südostasien
- Bhutan
  - Herrscher: König Jigme Wangchuk (1926–1952)

- China
  - Staatsoberhaupt:
    - amtierender Präsident Wellington Koo (1926–18. Juni 1927)
    - Generalissimo Zhāng Zuòlín (18. Juni 1927–1928)

  - Regierungschef:
    - Ministerpräsident Wellington Koo (1924, 1926–18. Juni 1927)
    - Ministerpräsident Pan Fu (18. Juni 1927–1928)

- Britisch-Indien
  - Kaiser: Georg V. (1910–1936)
  - Vizekönig: Edward Frederick Lindley Wood (1926–1931)

- Japan
  - Staatsoberhaupt: Kaiser Hirohito (1926–1989)
  - Regierungschef:
    - Premierminister Wakatsuki Reijirō (1926–20. April 1927)
    - Premierminister Tanaka Giichi (20. April 1927–1929)

- Nepal
  - Staatsoberhaupt: König Tribhuvan (1911–1950, 1952/53)
  - Regierungschef: Ministerpräsident Chandra Shamsher Jang Bahadur Rana (1901–1929)

- Thailand
  - Herrscher: König Prajadhipok (1925–1935)

### Vorderasien
- Irak
  - Staatsoberhaupt: König Faisal I. (1921–1933)
  - Regierungschef: Ministerpräsident Jafar al-Askari (1923/24, 1926–1928)

- Nordjemen
  - Herrscher: König Yahya bin Muhammad (1904–1948)

- Kuwait
  - Herrscher: Emir Ahmad Al-Jaber Al-Sabah (1921–1950)

- Persien (heute: Iran)
  - Staatsoberhaupt: Schah Reza Schah Pahlavi (1925–1941)
  - Regierungschef: 
    - Ministerpräsident Hassan Mostofi (1910, 1926)
    - Ministerpräsident Mehdi Qoli Khan Hedayat (Mokhber-ol Saltaneh) (1927–1933)

- Transjordanien (heute: Jordanien)
  - Herrscher: Emir Abdallah ibn Husain I. (1921–1951)

### Zentralasien
- Afghanistan
  - Herrscher: König Amanullah Khan (1919–1929)

- Mongolei
  - Staatsoberhaupt:
    - Vorsitzender des Präsidiums des Kleinen Staats-Churals Peldschidiin Genden (1924–15. November 1927)
    - Vorsitzender des Präsidiums des Kleinen Staats-Churals Dschamtsangiin Damdinsüren (16. November 1927–1929)

  - Regierungschef: Ministerpräsident Balingiin Tserendordsch Beyse (1923–1928)

- Tibet
  - Herrscher: Dalai Lama Thubten Gyatso (1878–1933)

## Australien und Ozeanien
- Australien
  - Staatsoberhaupt: König Georg V. (1910–1936)
  - Gouverneur: Generalgouverneur John Lawrence Baird, 1. Baron Stonehaven (1925–1930)
  - Regierungschef: Premierminister Stanley Melbourne Bruce (1923–1929)

- Neuseeland
  - Staatsoberhaupt: König Georg V. (1910–1936)
  - Gouverneur: Generalgouverneur Charles Fergusson (1924–1929)
  - Regierungschef: Premierminister Joseph Gordon Coates (1925–1928)

## Europa
- Albanien
  - Staats- und Regierungschef: Präsident Ahmet Zogu (1925–1939) (1922–1924 und 1925 Ministerpräsident, 1928–1939 König)

- Andorra
  - Co-Fürsten:
    - Staatspräsident von Frankreich: Gaston Doumergue (1924–1931)
    - Bischof von Urgell: Justí Guitart i Vilardebò (1920–1940)

- Belgien
  - Staatsoberhaupt: König Albert I. (1909–1934)
  - Regierungschef: Ministerpräsident Henri Jaspar (1926–1931)

- Bulgarien
  - Staatsoberhaupt: Zar Boris III. (1918–1943)
  - Regierungschef: Ministerpräsident Andrei Ljaptschew (1926–1931)

- Dänemark
  - Staatsoberhaupt: König Christian X. (1912–1947) (1918–1944 König von Island)
  - Regierungschef: Ministerpräsident Thomas Madsen-Mygdal (1926–1929)

- Deutsches Reich
  - Staatsoberhaupt: Reichspräsident Paul von Hindenburg (1925–1934)
  - Regierungschef: Reichskanzler Wilhelm Marx (1923–1925, 1926–1928)

- Estland
  - Staats- und Regierungschef:
    - Staatsältester Jaan Teemant (1925–9. Dezember 1927, 1932)
    - Staatsältester Jaan Tõnisson (9. Dezember 1927–1928, 1933) (1919–1920, 1920 Ministerpräsident)

- Finnland
  - Staatsoberhaupt: Präsident Lauri Kristian Relander (1925–1931)
  - Regierungschef:
    - Ministerpräsident Väinö Tanner (1926–17. Dezember 1927)
    - Ministerpräsident Juho Sunila (17. Dezember 1927–1928, 1931–1932)

- Frankreich
  - Staatsoberhaupt: Präsident Gaston Doumergue (1924–1931) (1913–1914, 1934–1944 Präsident des Ministerrats)
  - Regierungschef: Präsident des Ministerrats Raymond Poincaré (1912–1913, 1922–1924, 1926–1929) (1913–1920 Präsident)

- Griechenland
  - Staatsoberhaupt: Präsident Pavlos Kountouriotis (1924–1926, 1926–1929) (1920 Regent)
  - Regierungschef: Ministerpräsident Alexandros Zaimis (1897–1899, 1901–1902, 1915, 1916, 1917, 1926–1928)

- Irland
  - Staatsoberhaupt: König Georg V. (1922–1936)
    - Generalgouverneur Timothy Michael Healy (1922–1928)

  - Regierungschef: Taoiseach William Thomas Cosgrave (1922–1932)

- Italien
  - Staatsoberhaupt: König Viktor Emanuel III. (1900–1946)
  - Regierungschef: Duce Benito Mussolini (1922–1943)

- Königreich der Serben, Kroaten und Slowenen (später Jugoslawien)
  - Staatsoberhaupt: König Alexander I. (1921–1934)
  - Regierungschef:
    - Ministerpräsident Nikola Uzunović (1926–17. April 1927, 1934)
    - Ministerpräsident Velimir Vukićević (17. April 1927–1928)

- Lettland
  - Staatsoberhaupt:
    - Präsident Jānis Čakste (1918–1925, 1925–14. März 1927)
    - Parlamentspräsident Pauls Kalnins (1925, 14. März 1927–8. April 1927, 1930)
    - Präsident Gustavs Zemgals (8. April 1927–1930)

  - Regierungschef: Ministerpräsident Marģers Skujenieks (1926–1928, 1931–1933)

- Liechtenstein
  - Staatsoberhaupt: Fürst Johann II. (1858–1929)
  - Regierungschef Gustav Schädler (1922–1928)

- Litauen
  - Staatsoberhaupt: Präsident Antanas Smetona (1918–1920, 1926–1940)
  - Regierungschef: Ministerpräsident Augustinas Voldemaras (1918, 1926–1929)

- Luxemburg
  - Staatsoberhaupt: Großherzogin Charlotte (1919–1964) (1940–1945 im Exil)
  - Regierungschef: Staatsminister Joseph Bech (1926–1937, 1953–1958)

- Monaco
  - Staatsoberhaupt: Fürst Louis II. (1922–1949)
  - Regierungschef: Staatsminister Maurice Piette (1923–1932)

- Niederlande
  - Staatsoberhaupt: Königin Wilhelmina (1890–1948) (1940–1945 im Exil)
  - Regierungschef: Ministerpräsident Dirk Jan de Geer (1926–1929, 1939–1940)

- Norwegen
  - Staatsoberhaupt: König Haakon VII. (1906–1957) (1940–1945 im Exil)
  - Regierungschef: Ministerpräsident Ivar Lykke (1926–1928)

- Österreich
  - Staatsoberhaupt: Bundespräsident Michael Hainisch (1920–1928)
  - Regierungschef: Bundeskanzler Ignaz Seipel (1926–1929)

- Polen
  - Staatsoberhaupt: Präsident Ignacy Mościcki (1926–1939)
  - Regierungschef: Präsident des Ministerrats Józef Piłsudski (1926–1928, 1930)

- Portugal
  - Staatsoberhaupt: Präsident General António Óscar de Fragoso Carmona (1926–1951)
  - Regierungschef: (amtierend, Militärjunta): Ministerpräsident General António Óscar de Fragoso Carmona (1926–18. April 1928)

- Rumänien
  - Staatsoberhaupt:
    - König Ferdinand I. (1914–20. Juli 1927)
    - König Michael I. (20. Juli 1927–1930, 1940–1947)

  - Regierungschef:
    - Ministerpräsident Alexandru Averescu (1918, 1920/1921, 1926–4. Juni 1927)
    - Ministerpräsident Barbu Știrbey (4. Juni–21. Juni 1927)
    - Ministerpräsident Ion I. C. Brătianu (1909–1911, 1914–1918, 1918/19, 1922–1926, 4. Juni–21. Juni 1927)
    - Ministerpräsident Vintilă Brătianu (24. November 1927–1928)

- San Marino
  - Capitani Reggenti:
    - Giuliano Gozi (1923, 1926–1. April 1927, 1932, 1937, 1941–1942) und Ruggero Morri (1926–1. April 1927, 1932–1933, 1936)
    - Gino Gozi (1. April 1927–1. Oktober 1927, 1932–1933, 1936, 1941) und Marino Morri (1. April 1927–1. Oktober 1927, 1931–1932, 1935–1936, 1939)
    - Marino Rossi (1920, 1. Oktober 1927–1928, 1934, 1937–1938) und Nelson Burgagni (1. Oktober 1927–1928)

  - Regierungschef: Außenminister Giuliano Gozi (1918–1943)

- Schweden
  - Staatsoberhaupt: König Gustav V. (1907–1950)
  - Regierungschef: Ministerpräsident Carl Gustaf Ekman (1926–1928)

- Schweiz[1]
  - Bundespräsident: Giuseppe Motta (1915, 1920, 1927, 1932, 1937)
  - Bundesrat:
    - Giuseppe Motta (1911–1940)
    - Edmund Schulthess (1912–1935)
    - Robert Haab (1918–1929)
    - Ernest Chuard (1920–1928)
    - Jean-Marie Musy (1920–1934)
    - Karl Scheurer (1920–1929)
    - Heinrich Häberlin (1920–1934)

- Sowjetunion
  - Parteichef: Generalsekretär der KPdSU Josef Stalin (1922–1953)
  - Staatsoberhaupt: Vorsitzender des Präsidiums des obersten Sowjets Michail Iwanowitsch Kalinin (1922–1946)
  - Regierungschef: Vorsitzender des Ministerrats Alexei Rykow (1924–1930)

- Spanien
  - Staatsoberhaupt: König Alfons XIII. (1886–1941)
  - Regierungschef: Regierungspräsident Miguel Primo de Rivera Orbaneja (1923–1930)

- Tschechoslowakei
  - Staatsoberhaupt: Präsident Tomáš Masaryk (1918–1935)
  - Regierungschef: Ministerpräsident Antonín Švehla (1922–1926, 1926–1929)

- Türkei
  - Staatsoberhaupt: Präsident Mustafa Kemal (1923–1938)
  - Regierungschef: Ministerpräsident İsmet İnönü (1923–1924, 1925–1937, 1961–1965)

- Ungarn
  - Staatsoberhaupt: Reichsverweser Miklós Horthy (1920–1944)
  - Regierungschef: Ministerpräsident István Bethlen (1921–1931)

- Vatikanstadt
  - Staatsoberhaupt: Papst Pius XI. (1922–1939)
  - Regierungschef: Kardinalstaatssekretär Pietro Gasparri (1914–1930)

- Vereinigtes Königreich
  - Staatsoberhaupt: König Georg V. (1910–1936)
  - Regierungschef: Premierminister Stanley Baldwin (1923–1924, 1924–1929)